# Parti Baas syrien
Pour le parti panarabe Baas, dirigé par le Baas de Syrie mais qui a des succursales dans plusieurs pays et les factions baasistes liés à l'idéologie du Baas syrien, voir Parti Baas (faction dominée par les Syriens).
Ne doit pas être confondu avec Parti Baas irakien.

Drapeau du Parti Baas syrien.

Le parti socialiste arabe Baas (arabe : حزب البعث العربي الاشتراكي, romanisé :  Ḥizb al-Ba'th al-'Arabī al-Ishtirākī ; ba'th signifiant « résurrection »), également appelé le mouvement baasiste pro-syrien, est un parti politique néo-baasiste avec des branches à travers le monde arabe fondé le 7 avril 1947 par Michel Aflak, Salah Eddine Bitar et les partisans de Zaki el-Arsouzi. Le parti a dirigé la Syrie depuis le coup d'État syrien de 1963 jusqu'au renversement du régime de Bachar El Assad en 2024. C'était d'abord la branche régionale du parti Baas d'origine (1947–1966) avant de changer d'allégeance au mouvement Baas dominé par la Syrie (depuis 1966) à la suite de la scission de 1966 au sein du parti Baas d'origine. Depuis leur montée au pouvoir en 1963, les officiers néo-baasistes ont procédé en écrasant les élites civiles traditionnelles et fondant un régime s'appuyant sur les théories de Zaki rl-Arsouzi dans lequel toutes les agences de l'État, les organisations du parti, les institutions publiques, les entités civiles, les médias et les infrastructures de santé sont étroitement dominées par l'establishment de l'armée et le Moukhabarat (services de renseignement). Le 11 décembre 2024, après plus de 50 ans au pouvoir, le parti Baas annonce la suspension de ses activités jusqu’à nouvel ordre en Syrie dans un communiqué par le secrétaire général adjoint du parti, Brahim el-Hadid (en). Le 29 janvier 2025, le porte-parole du commandement des opérations militaires, Hassan Abdel Ghani, annonce la dissolution du parti et des autres institutions de la Syrie baasiste. 

## Histoire

### Fondation et premières années: 1947-1963
Le parti Baas, et indirectement la branche régionale syrienne, a été créé le 7 avril 1947 par Michel Aflak (un chrétien), Salah Eddine Bitar (un musulman sunnite) et Zaki al-Arsouzi (un musulman chiite alaouite). Selon le congrès, le parti était « nationaliste, populiste, socialiste et révolutionnaire » et croyait en « l'unité et la liberté de la nation arabe dans sa patrie ». Le parti s'est opposé à la théorie du conflit de classe, mais a soutenu la nationalisation des principales industries, la syndicalisation des travailleurs, la réforme agraire et a soutenu l'héritage privé et les droits de propriété privée dans une certaine mesure. En 1955, le parti a décidé de soutenir Gamal Abdel Nasser et ce qu'ils ont perçu comme ses politiques panarabes.
La politique syrienne a pris une tournure dramatique en 1954 lorsque le gouvernement militaire d'Adib el-Shishakli a été renversé et que le système démocratique a été rétabli. Le Baas, désormais une grande organisation populaire, a remporté 22 des 142 sièges parlementaires lors des élections syriennes cette année-là, devenant le deuxième plus grand parti au parlement. Le parti Baas était soutenu par l' intelligentsia en raison de sa position pro-égyptienne et anti-impérialiste et de son soutien à la réforme sociale.
L'assassinat du colonel baasiste Adnan el-Malki par un membre du Parti social nationaliste syrien (PSNS) en avril 1955 permet au parti Baas et à ses alliés de lancer une répression, éliminant ainsi un rival. En 1957, le Parti Baas s'est associé au Parti communiste syrien (SCP) pour affaiblir le pouvoir des partis conservateurs syriens. À la fin de cette année, le SCP a affaibli le parti Baas à un point tel qu'en décembre, le parti Baas a rédigé un projet de loi appelant à une union avec l'Égypte, une décision très populaire.
L'union entre l'Égypte et la Syrie s'est poursuivie et la République arabe unie (RAU) a été créé et le parti Baas a été interdit dans la RAU en raison de l'hostilité de Nasser envers des partis autres que le sien. La direction du Baas a dissous le parti en 1958, pariant que la légalisation contre certains partis nuirait davantage au PCS qu'au Baas. Un coup d'État militaire à Damas en 1961 a mis fin à la RAU. Seize politiciens éminents, dont al-Hourani et Salah Eddine Bitar – qui ont ensuite retiré sa signature, ont signé une déclaration soutenant le coup d'État. Les baasistes ont remporté plusieurs sièges lors des élections législatives de 1961.

### Coup d'État de 1963
Le groupe militaire préparant le renversement du régime séparatiste en février 1963 était composé de nassériens indépendants et d'autres unionistes, dont des officiers baasistes. La réémergence de la force politique majoritaire du Baas a aidé au coup d'État sans majorité politique, le coup d'État serait resté une prise de pouvoir militaire.
Ziyad el-Hariri contrôlait les forces importantes stationnées sur le front israélien, non loin de Damas, Muhammad as-Sufi commandait les principales stations de la brigade à Homs et Ghassan Haddad, l'un des partenaires indépendants de Hariri, commandait les forces du désert. Au début de mars, il a été décidé que le coup d'État serait déclenché le 9 mars. Mais le 5 mars, plusieurs officiers voulaient retarder le coup d'État dans l'espoir d'organiser un coup d'État sans effusion de sang. Il a été présumé que les nassériens préparaient leur propre coup d'État qui a effectivement annulé le retard. Le coup d'État a commencé la nuit et au matin du 8 mars, il était évident qu'une nouvelle ère politique avait commencé en Syrie.

### Parti au pouvoir: à partir de 1963
La sécession de la RAU a été une période de crise pour le parti; plusieurs groupes, dont Hawrani, ont quitté le parti Baas. En 1962, Aflak a convoqué un congrès qui a rétabli la Branche régionale syrienne. La division au sein du parti Baas d'origine entre le commandement national dirigé par Michel Aflak et les « régionalistes » de la branche régionale syrienne découlait de l'éclatement de la RAU. Aflak avait cherché à contrôler les éléments régionalistes - un groupement incohérent dirigé par Fa'iz al-Jasim, Yusuf Zuayyin, Munir al-Abdallah et Ibrahim Makhus. Aflak a conservé le soutien de la majorité des membres du Commandement national non syrien (13 à l'époque).
À la suite du succès du coup d'État de février 1963 en Irak, dirigé par la branche régionale irakienne du parti Baas, le Comité militaire s'est réuni à la hâte pour planifier un coup d'État contre la présidence de Nazim al-Kudsi. Le coup d'État - surnommé la Révolution du 8 mars  - a réussi et un gouvernement baasiste a été installé en Syrie. Le premier ordre des comploteurs était d'établir le Conseil national du commandement révolutionnaire, qui se composait entièrement de baasistes et de nasséristes, et était contrôlé par du personnel militaire plutôt que par des civils. Cependant, dans ses premières années au pouvoir, la branche régionale syrienne a connu une lutte de pouvoir interne entre les baasistes traditionnels, les socialistes radicaux et les membres du Comité militaire. L'opposition nassériste et les Frères musulmans ont uni leurs forces pour agiter le spectre d'une prise de contrôle communiste de la Syrie dans les années 1960. Ils ont attaqué le parti Baas comme étant anti-sunnite et ont condamné la laïcité d'État du régime comme étant anti-religieuse et athée. Nasser lui-même a proscrit le Baas syrien pour sa laïcité militante et les propositions marxistes radicales de ses dirigeants. La première période du règne du Baas a pris fin avec le coup d'État syrien de 1966, qui a renversé les baas traditionnels dirigés par Aflak et Bitar et a amené Salah Jedid, le chef du Comité militaire, au pouvoir (bien que pas formellement).

### Coup d'État de 1970
Après la Guerre des six jours de 1967, les tensions entre Jedid et Hafez el-Assad ont augmenté, et al-Assad et ses associés ont été renforcés par leur emprise sur l'armée. À la fin de 1968, ils ont commencé à démanteler le réseau de soutien de Jadid, faisant face à une résistance inefficace de la branche civile du parti qui est restée sous le contrôle de Jadid. Cette dualité de pouvoir a persisté jusqu'à la révolution corrective de novembre 1970, quand al-Assad a évincé et emprisonné Atassi et Jedid et mis fin à la marxisation du parti..
Il s'est ensuite lancé dans un projet de renforcement rapide des institutions, a rouvert le parlement et a adopté une constitution permanente pour le pays, qui était régie par un décret militaire et des documents constitutionnels provisoires depuis 1963. Assad a considérablement modifié les politiques économiques socialistes radicales de son prédécesseur, a encouragé plusieurs familles urbaines aisées à accroître leurs activités dans le secteur privé et a autorisé des investissements étrangers limités des pays arabes dans les États de la région du golfe Persique.

### Règne des Assad (années 1970 à 2020)

#### Hafez el-Assad (1970-2000)
Le règne de Hafez el-Assad a été marqué par le quasi-abandon de l' idéologie panarabe ; en la remplaçant par la doctrine de la transformation socialiste et en accordant une priorité absolue à la construction de la société socialiste en Syrie. La participation politique était limitée au Front national progressiste, la coalition au pouvoir du parti Baas, du Parti social nationaliste syrien et de petites formations marxistes-léninistes s'enracinant fermement dans le bloc soviétique. Le Parti a également commencé à construire un culte de la personnalité autour d'Assad et a amené l'élite des forces armées sous l'emprise d'Assad et le corps des officiers a été installé avec des loyalistes alaouites ; aliénant davantage certains sunnites du parti.
D'éminents dirigeants des Frères musulmans comme Issam el-Attar ont été emprisonnés et exilés. Une coalition de sunnites syriens traditionnels, des oulémas, des révolutionnaires des Frères musulmans et des militants islamistes ont formé le Front islamique syrien en 1980 dans le but de renverser Assad par le Jihad et d'établir un État islamique. La même année, Hafez a officiellement soutenu l'Iran dans sa guerre contre l'Irak et a commencé de manière controversée à importer des combattants et des groupes iraniens au Liban et en Syrie. Cela a conduit à une montée des tensions sociales dans le pays qui est finalement devenue une rébellion à part entière en 1982, dirigé par le Front islamique. Le régime a répondu en massacrant les rebelles islamistes à Hama. Le soulèvement a été brutalement écrasé et Assad a considéré les Frères musulmans comme démolis.
La Syrie sous Hafez el-Assad était un allié soviétique fidèle et s'est fermement alignée sur le bloc soviétique au plus fort de la guerre froide. L'Union soviétique considérait la Syrie comme la clé de voûte de sa stratégie au Moyen-Orient et a signé le Traité d'amitié et de coopération en 1980, s'engageant directement dans la défense de la Syrie et incorporant les forces armées syriennes aux normes soviétiques. Pour sa part, Hafez s'est engagé dans des politiques économiques et étrangères socialistes, et était l'un des rares dirigeants à soutenir ouvertement l'invasion soviétique de l'Afghanistan. La fin de la guerre froide et l'effondrement de l'Union soviétique a porté un coup dur à Assad, qui a conservé la nostalgie de l'ordre ancien. Assad a continué à gouverner la Syrie jusqu'à sa mort en 2000, en centralisant les pouvoirs dans la présidence de l'État.

#### Bachar el-Assad (2000-2024)
Le fils de Hafez, Bachar el-Assad, lui a succédé au poste de président de la Syrie et de secrétaire régional de la branche régionale syrienne les 17 juillet et 24 juillet respectivement. Les médias ont dépeint le nouveau président comme le symbole de « la modernité, de la jeunesse et de l'ouverture ». Au début, le règne de Bachar el-Assad a suscité de grandes attentes, de nombreux commentateurs étrangers pensant qu'il introduirait des réformes rappelant les réformes économiques chinoises ou la perestroïka de Mikhaïl Gorbatchev.
Le régime de Bachar el-Assad était considéré comme stable jusqu'au printemps arabe, les révolutions qui se produisent dans d'autres parties du monde arabe ont inspiré l'opposition syrienne, menant à la révolution syrienne de 2011 qui a dégénéré en guerre civile. Malgré cela, le parti est resté fidèle au gouvernement presque dans son intégralité tout au long de la guerre civile, probablement par crainte que le renversement du régime de la famille al-Assad n'entraîne également sa propre disparition. Plusieurs milices ont été formées par des volontaires du parti Baas pour lutter contre les insurgés.
Un autre aspect du mandat d'Assad était la restauration d'une alliance étroite avec la Russie et une consolidation des relations avec l'Iran. Alors que les manifestations ont éclaté en 2011 dans le cadre du printemps arabe et se sont ensuite transformées en guerre civile ; la Russie est devenue le seul membre à protéger Assad au Conseil de sécurité de l'ONU. En septembre 2015 ; Vladimir Poutine a ordonné une opération militaire russe directe en Syrie au nom d'Assad fournir au régime une formation, des volontaires, des fournitures et des armes ; et s'est depuis engagé dans de vastes campagnes de bombardements aériens dans tout le pays ciblant les rebelles anti-Assad.
La nouveauté est également une alliance ouverte entre l'Iran chiite clérical et plusieurs milices chiites irakiennes avec les baasistes assadistes laïcs
Depuis 2018, le gouvernement a lancé une vaste campagne de baasification sur ses territoires, fusionnant le lien entre l'État et le parti et renforçant davantage son régime de parti unique. Lors des élections locales de 2018 et des élections législatives de 2020, davantage de loyalistes baasistes extrémistes ont été nommés à des postes de commandement ; et d'autres partis satellites du Front national progressiste ont été réduits. Les candidats baasistes sont présentés sans contestation dans de nombreuses régions. Le parti lui-même a été structurellement remanié, revigorant l'idéologie néo-baasiste aux niveaux organisationnels, et les cadres accusés de manquer de dévouement idéologique ont été purgés. Le parti se présente comme l'avant-garde de la Nation syrienne et a renforcé son monopole sur les organisations de jeunesse, l'activisme étudiant, les syndicats, les organisations agricoles et d'autres groupes de la société civile,,.

#### Après la chute du régime (2024-présent)
Le 27 novembre 2024, les groupes rebelles menés par le Comité de libération du Levant lancent une grande offensive contre le régime. En moins de deux semaines, le régime s'effondre complètement, jusqu'à ce qu'il soit renversé le 8 décembre. Le premier ministre sortant Mohammad Ghazi al-Jalali annonce alors sa coopération avec les insurgés pour une transition politique, chargé par les rebelles d'assurer la continuité de l'État durant ce laps de temps,.
En pleine transition politique, les nouvelles autorités syriennes décident de dissoudre le parti le 29 janvier 2025.

## Idéologie
Le Parti Baas syrien, directement issu du Parti Baas unitaire, avait radicalisé ses positions nationalistes et a abandonné le panarabisme pour un nationalisme syrien strict qu'il a mêlé à l'arabisme. Il s'est également radicalisé sur la question de la laïcité et la Syrie est alors depuis 1966, le pays le plus laïc du Moyen-Orient, si ce n'est du monde musulman, avant que la constitution syrienne de 2012 assouplisse la laïcité dans l'article 3 de la constitution :

« La religion du Président de la République est l'Islam ; La jurisprudence islamique doit être une source majeure de législation ; L'État respecte toutes les religions et garantit la liberté d'accomplir tous les rituels qui ne portent pas atteinte à l'ordre public ; Le statut personnel des communautés religieuses doit être protégé et respecté. »

L'article 35 garantit la liberté religieuse pour toutes les communautés religieuses reconnues :

« (1) La liberté de croyance est garantie. L'État respecte toutes les religions. (2) L'État garantit la liberté de célébrer tous les rites religieux, à condition qu'ils ne troublent pas l'ordre public. »

L'idéologie du parti Baas syrien est parfois appelée « néo-baasisme » car ses positions sont éloignées du baasisme des origines.
D'autre part les jeunes néo-baasistes issus de communautés minoritaires comme les alaouites et les chrétiens étaient fortement influencés par les idéaux socialistes et incorporaient des idées économiques bien plus socialisantes et minimisaient les efforts pour l'unité panarabe. La faction néo-baasiste qui a pris le contrôle officiel de la Syrie après le coup d'État de 1966 était partisane d'une révolution militante, appelant à une transformation socialiste immédiate de la société. L'Union soviétique a commencé à soutenir le groupe pour son programme de gauche et a dénoncé son rival Baas irakien comme « réactionnaire » et « de droite ». Les premières années du pouvoir néo-Baas ont été marquées par le militarisme ainsi que par un sectarisme croissant dans l'armée et les élites du parti. Les jeunes étudiants recevaient une formation militaire obligatoire. Les grandes entreprises, les banques et les grandes terres agricoles ont toutes été nationalisées. Ces politiques ont mis les baasistes syriens en conflit avec les idéologies panarabistes comme le nassérisme, accusé de trahir les idéaux socialistes et Nasser, à son tour, a qualifié le Baas de « parti fasciste et athée » et lui a reproché son laïcisme extrême qu'il pensait être une forme athée de laïcisme,.
Le néo-baasisme préconise la création d'une « avant-garde » de nationalistes révolutionnaires de gauche engagés à construire un État socialiste égalitaire en Syrie et dans d'autres pays arabes avant de prendre des mesures pour parvenir à l'unité panarabe. L'organisation d'avant-garde est le parti Baas ; qui prône la lutte des classes contre les classes traditionnelles de l'élite économique syrienne, les grands agriculteurs, industriels, bourgeois et seigneurs féodaux. Dans les années 1970, 85 % des terres agricoles étaient distribuées aux populations paysannes sans terre et aux métayers. Les banques, les compagnies pétrolières, la production d'électricité et 90 % des grandes industries ont été nationalisées. Les néo-baasistes menés par Salah Jedid qui est arrivé au pouvoir en 1966 s'est concentré sur l'amélioration de l'économie syrienne et l'exportation des doctrines du conflit de classe et de la révolution socialiste militante vers les pays voisins. Ce point de vue a été contesté par le général Hafez el-Assad et sa faction néo-Baas, partisans d'une approche centrée sur l'armée et axés sur une stratégie de renforcement de l'armée syrienne pour défendre le gouvernement socialiste contre les forces impérialistes et leurs prétendus collaborateurs internes. Assad a favorisé la réconciliation de diverses factions de gauche et a recherché de meilleures relations avec d'autres États arabes. Bien que la majorité des membres du parti aient favorisé Salah, Hafez a pu prendre le dessus après les événements du coup d'État de 1970 surnommé le « Mouvement correctif » dans l'histoire officielle du Baas syrien. La victoire d'Assad a également marqué le remplacement de l'armée sur les structures du parti Baas, faisant des forces armées le centre du pouvoir politique,,,.

### Religion
Le néo-baasisme considère l'extrémisme religieux comme le « premier symbole de réaction » empêchant la naissance d'une société moderne et préconise une surveillance stricte de l'État sur les activités religieuses pour soutenir ce que ses idéologues considèrent comme une société laïque saine.
Hafez al-Assad a commencé à modérer le programme de laïcisation au cours des années 1970, en cooptant certains religieux pro-gouvernementaux comme Ramadan al-Bouti pour contrer l'opposition islamique et en leur accordant un certain degré de liberté. autonomie par rapport au régime. Simultanément, le régime a commencé à « nationaliser » le discours religieux à travers un réseau clérical loyal et a condamné quiconque s'écartait de la « version baasiste de l'Islam » promue par l'État comme une menace pour la société.
Sous Bachar el-Assad, l'État s'est également vu confier un large éventail de pouvoirs, notamment le recrutement et le licenciement de ses instructeurs ainsi que la normalisation de leur programme religieux avec l'« Islam baathiste » officiel, nationalisant ainsi les instituts religieux privés. En 2009, les militants du parti Baas ont lancé des campagnes idéologiques contre le niqab (voile islamique recouvrant la quasi-totalité du visage) et ont dénoncé des « tendances extrémistes » dans la société, qui ont été complétées par une nouvelle répression du régime contre les militants islamistes, les érudits religieux indépendants et les écoles privées. L'affichage populaire de symboles religieux de toutes sectes a été interdit en 2010 et les responsables proches des oulémas ont été suspendus, sous prétexte de préserver le "caractère laïc" du pays. Le régime a également interdit le port du niqab à l'échelle nationale et imposé des restrictions aux organisations islamiques féminines comme El-Qubaisiat, ce qui a déclenché une controverse à l'échelle régionale. Au début du Printemps arabe fin 2010, les relations entre les oulémas et le régime d’Assad étaient tombées à leur plus bas niveau, même les plus fervents loyalistes d’Assad comme le Grand Mufti Ramadan el-Bouti exprimant publiquement leur mécontentement.

### Économie
En matière économique, le parti baas est passé par plusieurs phases de socialisme.
Sous la direction du Parti Baas unitaire, le Baas syrien défendait la version aflaqiste du socialisme fondée sur les individus et non sur l'état.
Au niveau régional, la faction de gauche de Salah Jadid aillant pris le pouvoir en 1966 a commencé à mettre en place des nationalisations massives dans le pays et soviétisant l'économie syrienne, sur le modèle du Parti communiste de l'Union soviétique, au détriment du socialisme arabe, déclenchant un mécontentement parmi les néo-baasistes syriens et les militaires, qui étaient alors dans une lutte de pouvoir avec la faction civile de Jadid.
En 1970, après l'éviction de Jadid du pouvoir par Hafez el-Assad, celui-ci a subordonné le socialisme d'État à un modèle d'économie mixte et défendu la propriété privée, rejetant ainsi la politique soviétisée de Salah Jadid et permettant ainsi le développement de la République arabe syrienne,.
Après l'accession de Bachar el-Assad au pouvoir en 2000, le Baas syrien met en place une politique de libéralisation économique en conservant les principes du socialisme, la nouvelle politique s'apparentant à du socialisme libéral ou du moins à un socialisme modéré permet à l'émergence d'une nouvelle bourgeoisie syrienne dans les communautés sunnite, chrétienne et alaouite damascènes. L'état garde de nombreux services publics mais la privatisation est également facilité. En ce sens le régime de Bachar el-Assad est alors considéré comme « socialiste modéré ».

### Alliance avec l'Iran
La Purge du parti Baas irakien en 1979 par Saddam Hussein qui accusait le Parti Baas de Syrie d'avoir comploté contre l'état irakien (en réalité, il s'agissait d'une purge pour renverser les partisans d'Ahmed Hassan el-Bakr, le prédécesseur de Saddam Hussein) a définitivement séparé les deux Baas et les deux partis sont devenus quasiment ennemis. Les conséquences ont été le soutien de la Syrie à l'Iran pendant la guerre Iran-Irak et à l'opposition irakienne contre Saddam Hussein, ainsi que le soutien de l'Irak à l'insurrection des Frères musulmans syriens. Cela a amené le parti Baas syrien à s'allier avec les islamistes chiites pro-iraniens et le parti Baas irakien à soutenir et à recevoir du soutien des Islamistes sunnites pro-saoudiens jusqu'en 1991.
Alors que les baasistes irakiens ont toujours eu une attitude hostile envers l'Iran, le Parti Baas syrien, bien que plus fortement laïc que le Parti baas irakien, a soutenu l'Iran contre l'Irak durant la guerre opposant ces deux pays entre 1980 et 1988, en 2002, la Syrie et l'Iran furent ouvertement alliés et se sont rassemblés au sein d'une alliance informelle appelée Axe de la résistance par les iraniens, qui englobe des militants islamistes chiites, des nationalistes arabes de gauche pro-syriens, des islamo-nationalistes ainsi que des nationalistes palestiniens laïcs.

## Organisation

### Membres
Michel Aflak et Salah Eddine Bitar, les deux principaux pères de la pensée baasiste considéraient le parti Baas comme un parti d'avant-garde, comparable au Parti communiste de l'Union soviétique, tandis qu'Assad le considérait comme une organisation de masse. En 1970, il déclarait : 

« Après ce jour, le parti Baas ne sera plus le parti des élus, comme certains l'ont prédit... La Syrie n'appartient pas seulement aux baassistes. »

Depuis 1970, le nombre de membres du parti Baas en Syrie a considérablement augmenté. En 1971, le parti comptait 65 938 membres ; dix ans plus tard, il s'élevait à 374 332 personnes et, au milieu de 1992, à 1 008 243 personnes. Au milieu de l’année 1992, plus de 14 pour cent des Syriens de plus de 14 ans étaient membres du parti. En 2003, le parti comptait 1,8 million de membres, soit 18 pour cent de la population. La croissance des effectifs n'a pas été facile. En 1985, un rapport de l'organisation du parti indiquait que des milliers de membres avaient été expulsés avant le septième congrès régional tenu en 1980 pour indiscipline. Le rapport mentionne également la tendance croissante à l’opportunisme parmi les membres du parti.
Entre 1980 et 1984, 133 850 membres sympathisants et 3 242 membres titulaires ont été expulsés du parti. L’augmentation du nombre de membres a conduit la propagande officielle, conduisant les membres du parti et de l’État à dire que le peuple et le parti sont inséparables. Michel Kilo, dissident syrien, a déclaré : « Le Baas ne reconnaît pas la société. Ils se considèrent eux-mêmes comme une société. » Cette idée a conduit à l'inclusion de slogans et de principes baathistes dans la constitution syrienne. En 1979, la position du parti Baas s'est encore renforcée lorsque la double appartenance à un parti est devenue un délit pénal.

## Hymne
| Texte original | Texte original latinisé | Traduction |
| --- | --- | --- |
| يا شباب العرب هيا وانطلق يا موكبي وارفع الصوت قوياً عاش بعث العـرب يا شباب العرب هيا وانطلق يا موكبي وارفع الصوت قوياً عاش بعث العـرب نحن فلاح وعامل وشباب لا يلين نحن جندي مقاتل نحن صوت الكادحين من جذور الأرض جئنا من صميم الألم بالضحايا ما بخلنا بالعطاء الأكرم يا شباب العرب هيا وانطلق يا موكبي وارفع الصوت قوياً عاش بعث العـرب خندق الثوار واحد أو يقال الظلم زال صامد يا بعـث صامد أنت في ساح النضال وحد الأحـرار هيا وحد الشعب العظـيم وامض يا بعث قوياً للغد الحر الكريم يا شباب العرب هيا وانطلق يا موكبي وارفع الصوت قوياً عاش بعث العـرب | ya šabāba-l'arbi hayyā wanṭaliq yā mawkibī warfa'i-ṣṣawta qawiyān 'aša Ba'athu-l'arabi ya šabāba-l'arbi hayyā wanṭaliq yā mawkibī warfa'i-ṣṣawta qawiyān 'aša Ba'athu-l'arabi naḥnu fallaḥu wa'āmil washabābu-lla yalīn naḥnu jundi yun muqātil naḥnu sawtu-lkādaḥin min juðūri-l'Arḍi ji.nā min samimi-l-alami bī-ḍḍaḥāyā mā bakhilnā bi-l'aṭā il'akrami ya šabāba-l'arbi hayyā wanṭaliq yā mawkibī warfa'i-ṣṣawta qawiyān 'aša Ba'athu-l'arabi khandaqu-ththuwwāri wāḥid.aw yuqāla-ẓẓulmu zāl ṣāmidun ya Ba'athu ṣāmid.anta fī sāḥi-nniḍāl waḥidi-l.aḥrara hayyā waḥidi-shsha'aba-l'aẓīm wāmḍi yā Ba'athu qawiyyān lilġadi-lḥurri-lkarīm ya šabāba-l'arbi hayyā wanṭaliq yā mawkibī warfa'i-ṣṣawta qawiyān 'aša Ba'athu-l'arabi | Jeunesse arabe, levez-vous et marchez pour combattre vos ennemis. Élevez la voix : "Vive le Baas arabe !" Jeunesse arabe, levez-vous et marchez pour combattre vos ennemis. Élevez la voix : "Vive le Baas arabe !" Nous sommes des agriculteurs, des travailleurs et des jeunes persistants, Nous sommes des soldats, nous sommes la voix des travailleurs, Nous sommes issus des racines de cette terre et de la douleur du cœur, Nous n'avons pas été avares en offrant noblement des sacrifices. Jeunesse arabe, levez-vous et marchez pour combattre vos ennemis. Élevez la voix : "Vive le Baas arabe !" Tous les révolutionnaires dans les tranchées, l'injustice persiste, le Baas ne se rendra jamais et cessera de lutter. Allez Baath. Partez fort pour demain dans la liberté et la dignité. Jeunesse arabe, levez-vous et marchez pour combattre vos ennemis. Élevez la voix : "Vive le Baas arabe !" |